# Roland CR-78
Roland CR-78（Roland CompuRhythm CR-78）は、ローランド社が1978年に発売したリズムマシンである。打ち込み用スイッチ「TS-1」が付属し、標準価格105,000円。

## 概要
Roland TR-808などの後継シリーズと比較すると原始的ではあるものの、CR-78はそれまでのリズムマシンのようなプリセットされたリズムパターンだけでなく、ユーザーが自由にリズムパターンをプログラミングでき、さらにそれをメモリに保存できるようになったローランド初のマシンという点で、当時としては画期的であった。
木目調のキャビネットや、ワルツ・ボサノヴァ・ルンバなどといったプリセットリズムパターンを見る限りでは、CR-78が主に電気オルガンの伴奏として使われることを設計者が企図していたことが窺えるが、実際には1970年代後半から1980年代初頭にかけて、国内外のシンセポップやテクノポップのミュージシャンによって盛んに使用された。たとえば、日本国内では「テクノ御三家」と称されたP-MODEL・ヒカシュー・プラスチックスなどがCR-78の音色を前面に出して使用しており、また日本国外でもフィル・コリンズ、ピーター・ガブリエル、ダリル・ホール&ジョン・オーツなどといったミュージシャンたちがCR-78を使用した。

## オペレーション
CR-78のドラム音源は、アナログ電子回路の共鳴によって実現しており、実際の打楽器の音声とはそれほど似ていない。1980年代中ごろより普及するサンプラーのサンプリング音源などとは異なる独特の音色である。ユニットの内部にはNECのマイクロプロセッサが組み込まれており、その機能を使ってリズムパターンをメモリに記録したりなど、デジタルに制御できることがウリであった。
CR-78以前のローランドのドラムマシンは、リズムのプログラミング機能を持たず、プリセットされたリズムを使うことしかできなかった。CR-78の主な新機能としては、34種類の豊富なリズムパターンをプリセットで搭載していることに加えて、プログラマブルなメモリーを搭載しており、4種類だけではあるがユーザー自身がプログラムしたリズムパターンを登録・保存できたことである。リズムパターンは、標準搭載の打ち込み用スイッチ「TS-1」か、もしくはオプションとして別売りされていた WRITING SWITCH「WS-1」のスイッチを叩き込むことでプログラミングした。ユーザーが設定した4つのパターンはRAMに保存され、充電式NiCdバッテリーによってCR-78の電源を切ってもRAMの内容は維持される。
CR-78のフロントパネルには「バランス・コントロール」のスライダーが存在し、上にあげると高音打楽器音が強調され、下に下げると低音打楽器音が強調されるというふうに、打楽器音のバランスを調整することができる。「キャンセルボタン」で一部の音を完全にキャンセルすることもできる。また、「メタリックビート」（矩形波にフィルタをかけて独特の金属質な音色を鳴らす）をはじめとする3つの音量調節スライダーが存在し、プリセットリズムにこれを追加することで、音色をカスタマイズできる。プリセットされたリズムの多くが特徴的な音色を持っており、しかもそれらを操作する機能も持っていたことで、CR-78は当時のミュージシャンに幅広く使われた楽器となった。
フロントパネルにはテンポをデジタル制御する機能はなく、テンポ・コントロール用のアナログノブのみがある。ただし、CR-78は外部からの電圧トリガークロックを受け付けるため、ミュージックシーケンサーなど別のデバイスから制御電圧を送り込むことで同期演奏させることもできる。
プリセットのリズムはどれでも自由に選択でき、バリエーションをつけることもできる。トリガー出力のパターンを手動（マニュアル）で設定することもできるが、「メジャー・セレクタ」のつまみを回すことで2・4・8・16小節ごとに自動（オート）でトリガー出力させることもできる。
CR-78と同時期、ローランドはよりシンプルなドラムマシンであるCompuRhythm「CR-68」も製造した。これは基本的な機能はCR-78と同じであるが、メモリを搭載していないのでパターンをプログラミングすることができず、またドラムサウンドをフェードインおよびフェードアウトする機能もない。CR-68およびCR-78と互換性があるCompuRhythm「CR-800」も製造され、これはCR-78にアンプとスピーカーを搭載した大型キャビネットバージョンである。同時期に、ローランドはTR-66も販売した。これはプリセットリズムが少なく、パターンのプログラムもできない、いわゆる「廉価版」である。

## 音とリズム
CR-78に組み込まれているリズムサウンドは、ローランドが以前に発売した機種であるRoland Rhythm 33/55/77で使われていたものをさらに発展させたものである。
アナログパーカッションボイスは、バスドラム、スネアドラム、リムショット、ハイハット、シンバル、マラカス、クレーブ、カウベル、ハイボンゴ、ローボンゴ、ローコンガ、タンバリン、ギロ、「メタリックビート」（ハイハットの上から重ねて強調する形で使用）で構成されている。CR-78には、パターンのアクセントの効き方を調節する「アクセントボリウム」のつまみもある。
「ロック」という名前の4つのプリセットリズムパターンと、「ディスコ」という名前の2つのプリセットリズムパターンがある。そのほか、「ワルツ」、「シャッフル」、「スローロック」、「スウィング」、「フォックストロット」、「タンゴ」、「ブギ」、「エンカ」、「ボサノバ」、「サンバ」、「マンボ」、 「チャチャ」、「ビギン」、「ルンバ」のプリセットリズムパターンがある。各パターンには、「A」と「B」のラベルが付いた2つのバリエーションがある。一度に複数のリズムを選択することが可能で、同時に「キャンセルボタン」をオンにすることで、パターンから特定のドラム音をミュートすることも可能である。 

## その他
- CR-78が使われた海外の有名曲としては、フィル・コリンズの『夜の囁き』[6]、 ダリル・ホール&ジョン・オーツの『I Can't Go for That (No Can Do)』[7]、 ティアーズ・フォー・フィアーズの『Mad World』[8]、オーケストラル・マヌーヴァーズ・イン・ザ・ダークの『エノラ・ゲイの悲劇』などが挙げられ、またRadioheadのライブでも使われた[9]。
- 1978年ごろに作られた楽曲で、CR-78のプリセット・リズムをそのまま使用した作品は非常に多い。「ルンバ」のプリセットリズムだけでもブロンディ『ハート・オブ・グラス』、ゲイリー・ニューマン『Remind Me To Smile』、P-MODEL『美術館で会った人だろ』、プラスチックス『Too Much Information』などおびただしい数にのぼる。
- ヒカシューは当初TR-77を購入したが、これはリズムパターンを保存できず、ライブで使えなかったのでCR-78を買いなおした（デビュー前の音源を集めた『ヒカシュー 1978』には両方で作った音源が収録されている）。プラスチックスはCR-78を2台持っており、ライブでは1台で曲を演奏中に、もう1台に次の曲のパターンをプログラミングすることができたが、ヒカシューはCR-78を1台しか持っていなかったため、1曲が終わると急いで次の曲のパターンをプログラミングする必要があり、その間はボーカルの巻上公一がパフォーマンスをしてごまかした。

## 参照
1. ↑  Reid, Gordon. “The History Of Roland: Part 1 |”. Soundonsound.com. 2017年3月7日閲覧。
2. ↑   CR-78 Service Notes. Roland. (June 20, 1979) CPU (NEC) uPD8048C-015 8-bits
3. ↑  “ROLAND CR78”. 2004年7月3日時点のオリジナルよりアーカイブ。2024年10月29日閲覧。
4. ↑  “CR-78 : Deluxe rhythm with 64 presets and a programmable microcomputer to create your own beats”.   Machines.hyperreal.org. 2014年7月3日閲覧。
5. ↑  Roger Arrick (2016年5月15日). “Gates and Triggers Explained”. Synthesizers.com. 2017年3月7日閲覧。
6. ↑  Phil Collins. Not Dead Yet. London: Century Books. pp. 168–173. ISBN 978-1780-89513-0
7. ↑  Simpson, Dave (2018年4月2日). “Hall and Oates: how we made I Can't Go for That (No Can Do)”. 2018年9月3日閲覧。
8. ↑  “Tears For Fears: how we made Mad World”.   theguardian.com. 2022年4月10日閲覧。
9. ↑  “Watch Radiohead's New "The Numbers" Video, Directed by Paul Thomas Anderson” (英語). pitchfork.com. 2017年10月13日閲覧。